# اللغة التركمانية
اللغة التركمانية  هي فرع من شجرة اللغات التركية، وهي اللغة الرسمية في جمهورية تركمانستان كانت تكتب أولا بالحروف العربية قبل أن تستبدل بالحروف اللاتينية، ثم غيرها السوفيات عام 1946 إلى الحروف الروسية الكرييلية. بعد الاستقلال سنة 1991 أعادت الحكومة استعمال الحروف اللاتينية. تشبه اللغة إلى حد كبير اللغة التركية واللغات الألطية الأخرى.